# Jacqueline Riedel
Jacqueline Riedel (* 6. Dezember 1969) ist eine ehemalige deutsche Volleyballspielerin.
Riedel begann mit dem Volleyball beim SC Leipzig und spielte nach der Wende in den 1990er Jahren beim Bundesligisten TV Creglingen. 1994 nahm sie mit der deutschen Nationalmannschaft an der Weltmeisterschaft in Brasilien teil und belegte dort Platz fünf. Später ließ die Mittelblockerin ihre Karriere beim Landesligisten TSV Röttingen ausklingen.